# Rıdvan Yılmaz
Rıdvan Yılmaz (Gaziosmanpaşa, 21 maggio 2001) è un calciatore turco, difensore dei Rangers e della nazionale turca.

## Caratteristiche tecniche
È un terzino sinistro.

## Carriera

### Club
Cresciuto nel settore giovanile del Beşiktaş, debutta in prima squadra l'8 aprile 2019 in occasione dell'incontro di Süper Lig vinto 7-2 contro il Çaykur Rizespor.
Il 25 luglio 2022 viene acquistato dai Rangers.

### Nazionale
Dopo numerose presenze con le varie nazionali giovanili turche, nel 2018 ha esordito in nazionale maggiore.

## Statistiche

### Presenze e reti nei club
Statistiche aggiornate al 17 aprile 2025.
| Stagione        | Squadra         | Campionato      | Campionato | Campionato | Coppe nazionali | Coppe nazionali | Coppe nazionali | Coppe continentali | Coppe continentali | Coppe continentali | Altre coppe | Altre coppe | Altre coppe | Totale | Totale | Totale |
| Stagione        | Squadra         | Comp            | Pres       | Reti       | Comp            | Pres            | Reti            | Comp               | Pres               | Reti               | Comp        | Pres        | Reti        | Pres   | Reti   |        |
| --------------- | --------------- | --------------- | ---------- | ---------- | --------------- | --------------- | --------------- | ------------------ | ------------------ | ------------------ | ----------- | ----------- | ----------- | ------ | ------ | ------ |
| 2018-2019       | Beşiktaş        | SL              | 1          | 0          | CT              | 0               | 0               | UEL                | 0                  | 0                  |             | -           | -           | 1      | 0      |        |
| 2019-2020       | Beşiktaş        | SL              | 6          | 0          | CT              | 1               | 0               | UEL                | 0                  | 0                  |             | -           | -           | 7      | 0      |        |
| 2020-2021       | Beşiktaş        | SL              | 18         | 1          | CT              | 2               | 0               | UEL                | 1                  | 0                  |             | -           | -           | 21     | 1      |        |
| 2021-2022       | Beşiktaş        | SL              | 27         | 3          | CT              | 3               | 0               | UCL                | 2                  | 0                  | ST          | 1           | 0           | 33     | 3      |        |
| Totale Beşiktaş | Totale Beşiktaş | Totale Beşiktaş | 52         | 4          |                 | 6               | 0               |                    | 3                  | 0                  |             | 1           | 0           | 62     | 4      |        |
| 2022-2023       | Rangers         | SP              | 9          | 0          | SC+CdL          | 2+2             | 0               | UCL                | 2                  | 0                  | -           | -           | -           | 15     | 0      |        |
| 2023-2024       | Rangers         | SP              | 26         | 1          | SC+CdL          | 4+1             | 0+1             | UCL+UEL            | 0+2                | 0                  | -           | -           | -           | 33     | 2      |        |
| 2024-2025       | Rangers         | SP              | 17         | 0          | CS+CdL          | 2+1             | 0               | UCL+UEL            | 2+7                | 0                  | -           | -           | -           | 29     | 0      |        |
| Totale Rangers  | Totale Rangers  | Totale Rangers  | 52         | 1          |                 | 12              | 1               |                    | 13                 | 0                  |             | -           | -           | 77     | 2      |        |
| Totale carriera | Totale carriera | Totale carriera | 104        | 5          |                 | 18              | 1               |                    | 16                 | 0                  |             | 1           | 0           | 139    | 6      |        |

### Cronologia presenze e reti in nazionale
| Cronologia completa delle presenze e delle reti in nazionale ― Turchia | Cronologia completa delle presenze e delle reti in nazionale ― Turchia | Cronologia completa delle presenze e delle reti in nazionale ― Turchia | Cronologia completa delle presenze e delle reti in nazionale ― Turchia | Cronologia completa delle presenze e delle reti in nazionale ― Turchia | Cronologia completa delle presenze e delle reti in nazionale ― Turchia | Cronologia completa delle presenze e delle reti in nazionale ― Turchia | Cronologia completa delle presenze e delle reti in nazionale ― Turchia |
| Data                                                                   | Città                                                                  | In casa                                                                | Risultato                                                              | Ospiti                                                                 | Competizione                                                           | Reti                                                                   | Note                                                                   |
| ---------------------------------------------------------------------- | ---------------------------------------------------------------------- | ---------------------------------------------------------------------- | ---------------------------------------------------------------------- | ---------------------------------------------------------------------- | ---------------------------------------------------------------------- | ---------------------------------------------------------------------- | ---------------------------------------------------------------------- |
| 27-5-2021                                                              | Alanya                                                                 | Turchia                                                                | 2 – 1                                                                  | Azerbaigian                                                            | Amichevole                                                             | -                                                                      | 46’                                                                    |
| 31-5-2021                                                              | Adalia                                                                 | Turchia                                                                | 0 – 0                                                                  | Guinea                                                                 | Amichevole                                                             | -                                                                      |                                                                        |
| 4-9-2021                                                               | Gibilterra                                                             | Gibilterra                                                             | 0 – 3                                                                  | Turchia                                                                | Qual. Mondiali 2022                                                    | -                                                                      | 81’                                                                    |
| 11-10-2021                                                             | Riga                                                                   | Lettonia                                                               | 1 – 2                                                                  | Turchia                                                                | Qual. Mondiali 2022                                                    | -                                                                      | 65’                                                                    |
| 13-11-2021                                                             | Istanbul                                                               | Turchia                                                                | 6 – 0                                                                  | Gibilterra                                                             | Qual. Mondiali 2022                                                    | -                                                                      | 46’                                                                    |
| 29-3-2022                                                              | Konya                                                                  | Turchia                                                                | 2 – 3                                                                  | Italia                                                                 | Amichevole                                                             | -                                                                      | 63’                                                                    |
| 22-3-2024                                                              | Budapest                                                               | Ungheria                                                               | 1 – 0                                                                  | Turchia                                                                | Amichevole                                                             | -                                                                      | 27’                                                                    |
| Totale                                                                 |                                                                        | Presenze                                                               | 7                                                                      |                                                                        | Reti                                                                   | 0                                                                      |                                                                        |

## Palmarès

### Club

#### Competizioni nazionali
- Campionato turco: 1

Beşiktaş: 2020-2021
- Coppa di Turchia: 1

Beşiktaş: 2020-2021
- Supercoppa di Turchia: 1

Beşiktaş: 2021
- Coppa di Lega scozzese: 1

Rangers: 2023-2024